# Ben Healy
Ben Healy (Kingswinford, 11 september 2000) is een Ierse wielrenner die tot 2016 de Britse nationaliteit bezat en vanaf 2022 voor EF Education-EasyPost uitkomt.

## Carrière

### 2018-2021
In 2018 werd Healy voor het eerst kampioen tijdrijden van zijn land, in dit geval bij de junioren. Twee jaar later wist hij deze titel te behalen bij de beloften. In 2019 won hij de vijfde etappe in de Ronde van de Toekomst. Destijds reed Healy bij de Britse ploeg Wiggins Le Col. Nadat hij in 2020 Iers kampioen werd op de weg won hij nog de vierde etappe in de Ronde van de Isard. Zijn belangrijkste resultaat in 2021 was een etappezege in de Ronde van Italië voor beloften, daarnaast haalde hij een tweede plaats in het puntenklassement achter Juan Ayuso.

### 2022-2023
Healy won in 2022 de nationale titel op de weg, voor George Peden en Eddie Dunbar. Dit was tevens het eerste seizoen dat hij reed bij de Amerikaanse wielerploeg EF Education-EasyPost. Het jaar 2023 kan worden gezien als het jaar van zijn doorbraak. Hij startte dit jaar met een podiumplaats in de Trofeo Calvia achter Rui Costa en Louis Vervaeke. In maart boekte hij zijn eerste etappezege van het seizoen. In de Internationale Wielerweek won hij de derde etappe. In het eindklassement van deze wedstrijd eindigde hij als derde. Één dag na de finish in Carpi won Healy de GP Industria & Artigianato-Larciano met een halve minuut voorsprong op Amanuel Ghebreigzabhier. In de Région Pays de la Loire Tour greep hij naast een etappezege maar schreef wel het jongerenklassement op zijn naam. Bij het brede publiek liet hij zich voor het eerst zien in de Brabantse Pijl en de Amstel Gold Race. In beide wedstrijden eindigde hij als tweede op het podium. Respectievelijk achter Dorian Godon en Tadej Pogačar.
Met nog een vierde plaats in Luik-Bastenaken-Luik startte hij in mei in de Ronde van Italië. Bij zijn eerste deelname aan een Grote Ronde zat hij driemaal mee in de vroege vlucht en won zelfs de achtste etappe. Deze ging van Terni naar Fossombrone. Een aantal dagen later moest hij het doen met een tweede plaats in de vijftiende etappe achter Brandon McNulty. Later in 2023 werd Healy voor de tweede maal nationaal kampioen op de weg en won hij een etappe in de Ronde van Luxemburg.

### 2025
In de Tour de France van 2025 won Healy de 6e etappe (Bayeux naar Vire Normandie) na een solo van 42,5km. In de 10e etappe (Ennezat naar Le Mont-Dore Puy de Sancy) werd Healy 3e maar veroverde hij wel de eerste plaats in het algemene klassement. Zo mocht hij voor het eerst in zijn carrière de gele trui dragen in de Tour de France. Hij is pas de vierde Ier die het geel draagt in de Tour. Eerder waren dat Shay Elloitt (1963), Seán Kelly (1983) en Stephen Roche (1987).

## Overwinningen
2017
Jongerenklassement Ronde des Vallées
Jongerenklassement en bergklassement Giro di Basilicata
2018
3e etappe Internationale Junioren Driedaagse
 Iers kampioen tijdrijden, Junioren
2019
5e etappe Ronde van de Toekomst
2020
 Iers kampioen tijdrijden, Beloften
 Iers kampioen op de weg
4e etappe Ronde van de Isard
2021
10e etappe Ronde van Italië voor beloften
2022
 Iers kampioen tijdrijden, Elite
2023
3e etappe Internationale Wielerweek
Jongerenklassement Internationale Wielerweek
GP Industria & Artigianato-Larciano
Jongerenklassement Région Pays de la Loire Tour
8e etappe Ronde van Italië
 Iers kampioen op de weg
3e etappe Ronde van Luxemburg
2024
5e etappe Ronde van Slovenië
2025
5e etappe Ronde van het Baskenland
6e etappe Ronde van Frankrijk

## Resultaten in voornaamste wedstrijden
| Jaar | Ronde van Italië | Ronde van Frankrijk | Ronde van Spanje |
| ---- | ---------------- | ------------------- | ---------------- |
| 2020 |                  |                     |                  |
| 2021 |                  |                     |                  |
| 2022 |                  |                     |                  |
| 2023 | 55e (1)          |                     |                  |
| 2024 |                  | 27e                 |                  |
| 2025 |                  | 9e (1)              |                  |

| Jaar | Amstel Gold Race | Luik-Bast.‑Luik | Ronde van Lombardije | Waalse Pijl | Brabantse Pijl | Clásica San Sebastián |  | WK op de weg |  | Wereldranglijsten |
| ---- | ---------------- | --------------- | -------------------- | ----------- | -------------- | --------------------- |  | ------------ |  | ----------------- |
| 2020 |                  |                 |                      |             |                |                       |  | opgave       |  | 288e (UWR)        |
| 2021 |                  |                 |                      |             |                |                       |  |              |  | 974e (UWR)        |
| 2022 |                  | opgave          |                      | 130e        | 37e            |                       |  |              |  | 386e (UWR)        |
| 2023 | ↑                | 4e              | 30e                  | 32e         | ↑              | 45e                   |  | opgave       |  | 22e (UWR)         |
| 2024 | 45e              | 27e             | 49e                  | 34e         |                |                       |  | 7e           |  |                   |
| 2025 | 10e              | ↑               |                      | 5e          |                |                       |  |              |  |                   |

#### Resultaten in kleinere etappekoersen
| Jaar | Tirreno-Adriatico | Ronde van het Baskenland | Critérium du Dauphiné | Ronde van Romandië |
| ---- | ----------------- | ------------------------ | --------------------- | ------------------ |
| 2022 |                   |                          |                       | 47e                |
| 2023 |                   |                          |                       |                    |
| 2024 | 61e               |                          |                       |                    |
| 2025 | 24e               | 30e (1)                  | 37e                   |                    |

## Ploegen
- 2019 –  Wiggins Le Col
- 2021 –  Trinity Racing
- 2022 –  EF Education-EasyPost
- 2023 –  EF Education-EasyPost
- 2024 –  EF Education-EasyPost
- 2025 –  EF Education-EasyPost

Arroyave Cañas · Bettiol · Bissegger   · Caicedo · Camargo · Carr · Carthy · Cepeda (vanaf 1/8) · Chaves · Cort · Doull · Eiking · Guerreiro · Healy · Howes (tot 31/7) · Keukeleire · Kudus · Langeveld · Morton (tot 31/7) · Nakane · Padun · Piccolo (vanaf 1/8) · Powless · Quinn · Rutsch · Scully · Shaw · Steinhauser · Urán · Valgren · J. van den Berg · M. van den Berg · Wiśniowski
Amador · Bettiol · Bissegger   · Caicedo · Camargo · Carapaz · Carr · Carthy · Cepeda · Chaves · Cort · de Bod · Doull · Eiking · Healy · Honoré · Keukeleire · Kudus · Padun · Piccolo · Powless · Quinn · Rutsch · Scully · Shaw · Steinhauser · Urán · J. van den Berg · M. van den Berg · Wiśniowski · van der Lee (stagiair)
Amador · Beloki · Bettiol(tot 14/8) · Bissegger · Carapaz · Carr · Carthy · Cepeda · Chaves · Costa · de Bod · Doull · Healy · Honoré · Nerurkar · Piccolo(tot 21/6) · Powless · Quinn · Rafferty · Rootkin-Gray · Rutsch · Ryan · Shaw · Steinhauser · Sweeny · Todome · Urán · Valgren · van den Berg · van der Lee · Hlady (stagiair) · Lovidius (stagiair)